# Guaraí
Guaraí es un municipio brasileño situado en el estado de Tocantins. Tiene una población estimada, a mediados de 2021, de 26 403 habitantes.

## Historia
Ubicado a unos 180 kilómetros de la capital del estado de Tocantins, Guaraí tuvo su inicio impulsado por la construcción de la BR-153, carretera federal que pasaba por una extensión considerable de la Hacienda Guará.
En poco tiempo, el pueblo superó a Tupirama, la sede del municipio, pasando a ser más importante que esta última. Fue a partir de ese momento que varios vecinos se unieron para luchar por el traslado de la sede (Tupirama) a Guará, lográndolo finalmente mediante la Ley Estatal 7177, de 27 de noviembre de 1968.
Guará se municipalizó el 11 de abril de 1970 con el nombre de "Guaraí", que significa "pequeño lobo" (en lengua indígena tupi).

## Geografía
Se localiza a una latitud 08º50'03" sur y a una longitud 48º30'37" oeste, a una altitud de 259 metros.